# Баринго
Езерото Баринго е част от системата на Източноафриканската рифтова долина и е едно от седемте вътрешни езера, които я отводняват. То е второто от север на юг по нейното протежение и се намира в източната част на Кения. Езерото е описано за първи път от Джоузеф Томсън през 1883 година. Девет години по-късно, през 1892 г., английският геолог Джон Уолтър Грегъри обяснява създаването на Източноафриканската рифтова долина, базирайки се на наблюденията си върху Баринго. Езерото носи названието си от местната дума Mparingo, означаваща езеро.
Езерото е изключително важно за местните племена, които ползват водите му както за битови нужди, така и за напояване и водопой на домашните животни. Други важни аспекти са генерирането на приходи чрез туризъм, опазване на биологичното разнообразие и риболова.

## География
Баринго е разположено встрани от традиционните пътища и напомня оазис в горещата, прашна и безводна местност. Западно от езерото се издигат хълмовете Туген, изградени от стъпаловидно разположени вулканични, предимно базалтови и седиментни скали. На изток от него се спускат склоновете на платото Лайкипия, а на юг достига до веригата дефилета Елдама. Навсякъде около езерото се намират следи, доказващи вулканичния му произход. В северния му край, на 1449 метра височина, се издига спящият вулкан Кароси (Karosi). Почвите около Баринго са преобладаващи глинести.
Баринго е разположено на надморска височина 1000 m и има площ от около130 km2 през дъждовния сезон. Водите му прогресивно намаляват, което води до намаляване и на общата му площ. През 1976 г. тя е била 219 km2, през 1986 г. – 136 km2, а през 1995 г. – 114 km2. По данни от 2001 г. територията, която заема, достига едва 108 km2. Ако тази тенденция продължи, очакванията са, че през 2025 г. езерото ще намали площта си наполовина. Приблизителната му дължина е около 20 km, а ширината 8,9 – 11 km в зависимост от сезона. Дълбочината му от 4,1 метра през дъждовния сезон е почти еднаква навсякъде. Рекордна дълбочина на езерните води е измерена в периода 1969-1972 г., когато тя достига 8 метра, а през 2003 г. преди започването на обилните дъждове, е спаднала на 1,7 метра. За средна дълбочина на езерото, общо за двата сезона се приема 2,5 метра, а за максимална годишна – 3,5 m. Водосборният му басейн се простира на площ от 68 200 km2 и обхваща територии от районите Баринго, Лайкипия, Койбатек и Накуру.
В езерото са разположени няколко малки вулканични острова, най-големият от които е Ол Кокве (Ol Kokwe). Той е красив скалист остров, изпъстрен със селца на племето илчамус. Представлява изгаснал вулкан, свързан с вулкана Короси. Покрай северния бряг на Баринго се намират няколко горещи извора и могат да се наблюдават фумароли със серни утайки.

## Води
Езерото се подхранва основно от реките с целогодишен режим Ел Моло и Перкера (Perkerra), както и от сезонните Ол Арабел, Макутан, Тангулбей, Ендао и Чемерон, които пресъхват през сухия сезон. Няма нито един отток. Баринго се характеризира с много високи годишни нива на изпарение – от 1250 до 2300 mm и следователно езерните нива зависят до голяма степен от притока на пресни води.
Водите, които се вливат в него водят началото си от хълмовете Туген и Мау. По дъното му се просмукват през седиментните скали и проникват до по-твърдите скални пластове. То е едно от двете сладководни езера в рифтовата долина на Кения. Водите му често са мътни, което частично се дължи на интензивната ерозия на почвата във водосбора, особено в равнината южно от езерото. Въпреки този факт и въпреки малките му размери, водите му са съвсем пресни за разлика от други малки езера в Рифтовата долина, които са изключително алкални. Професор Джон Грегъри обяснява това с просмукването на водите между скалите на север от езерото.
По-старите тераси на езерото могат да се видят на 5 и 9 метра над сегашното му ниво. Счита се, че в миналото езерото е било свързано с езерото Туркана чрез река Сугота и от там с река Нил, тъй като леглото му съдържа останки от сладководни организми от нилски тип, които не живеят в езерото в наши дни.

## Климат
Въпреки че езерото е разположено в район с полусух климат, водосборният му басейн достига и до зони с полувлажен до влажен климат. Характеристиката на валежите е бимодална, а дъждовете са от интензивни през дългия дъждовен сезон до непостоянни през краткия. Валежите в района са оскъдни – между 450 до 900 mm годишно, докато в отводняваните от езерото райони се повишават до 1100 – 2700 mm. Дългият дъждовен период трае от април до август, а късият – от октомври до ноември.

## Флора и фауна
Бреговете на езерото се обитават от над 470 вида местни и мигриращи птици, някои от които са значими в регионален и световен мащаб като мигриращото фламинго. Характерни за езерното крайбрежие са африкански орел рибар, ястребовите птици на латински: Melierax poliopterus, на латински: Micronisus gabar, на латински: Accipiter badius, совата на латински: Ptilopsis leucotis, марабу, пеликани, корморанът на латински: Anhinga rufa, мухоловки от род Terpsiphone, птицата носорог на латински: Tockus hemprichii, и Африкански водорез (на латински: Rynchops flavirostris). Могат да се срещнат и леговища на чапли голиат, въпреки че броят им застрашително намалява.
Баринго е местообитание и за седем ценни сладководни вида риба. Подвид на цихлидната риба Oreochromis alcalicus baringoensi е ендемичен за езерото. Ендемична за областта е и нилската тилапия. Освен нея Баринго е обитавано от Африкански сом (на латински: Clarias gariepinus), на латински: Labeobarbus intermedius, двойнодишащата риба на латински: Protopterus aethiopicus и на латински: Labeo cylindricus. Последната обаче почти е изчезнала от водите на езерото, заради химичните замърсители, носени от вливащите се в него реки. Запасите от риба в езерото са малки, а една от причините е намаляването на нивото на водата заради сушите и прекомерното черпене за напояване.
Областта наоколо е местообитание на много видове животни, включително хипопотам, нилски крокодил и много други бозайници, земноводни, влечуги и безгръбначни. В районите на север и изток от езерото са върнати няколко екземпляра ротшилдови жирафи, интересни с наличието на пет рога – три на върха на главата и два край ушите.
В близост до Camp jetty се намира открит парк за влечуги, съществуващ под егидата на организацията „Национални музеи на Кения“. В него се отглеждат различни видове змии, характерни за района, като най-интересните екземпляри са от вида черна мамба.

## Население
Езерото се намира в южния край на област, населена с етническите групи рендиле, календжин (туген), туркана, покот и илчамус. Племената покот заемат северното крайбрежие, календжин – източното, илчамус – южното и югоизточното, туркана и рендиле – западното. Илчамус и покот са предимно пастири, докато календжин са освен пастири, и земеделци. Нивото на бедност е високо, а достъпът до здравни и образователни заведения – силно ограничен. За икономическото и социално развитие на местното население от голямо значение е риболовът. Ловят се главно нилска тилапия (80,4%), Protopterus aethiopicus (7,95%), Clarias gariepinus (9,8%), Barbus intermedius (0,96%) и Labeo cylindricus.
Главният град в близост до езерото е Маригат. В околността се намира и туристическото селище Kampi Ya Samaki, населено от около 500 семейства, с пощенска служба, организирана магазинна мрежа и евтини места за нощувки – „Кемп Дейвид“, „Мама Лина“ и „Вила Уивър“. Извън него и по островите са изградени по-реномирани хотели и вили като клуб „Езеро Баринго“, Island Camp и Samatian Island, както и най-новият къмпинг Ol Teppes Island Cottage.
Близо до езерото, на хълмовете Туген са намерени няколко важни археологически и палеонтологични находки – останки от хуманоиди и хомениди от Миоцена и Плейстоцена.

## Екология
Най-големите заплахи за езерото Баринго включват понижаване на качеството на водата, производство на вредна биомаса, промени в земеползването, увеличаване на утайките и вредното им въздействие върху биологичното разнообразие в него. Интензивната ерозия на околните терени, благодарение на масовото изсичане на горите и допълнителното оголване на пасищата водят до натрупване на седименти по езерното дъно и постепенното му заблатяване. В сравнение с 1976 г. горите в околността са намалели наполовина. Въпреки че водите на езерото са силно намалели, през дъждовния сезон често се стига до сериозни наводнения.
Законодателната рамка за прилагане на инициативи за управление на езерото се прилага с различен резултат и не достатъчно успешно. Действието ѝ е свързано с допълнителни програми като например Националния план за намаляване на опустиняването, Националния план за запазване на биоразнообразието, Националното управление на влажните зони и много други. Всички тези организации имат общата цел за постигане на устойчиво и разумно използване на природните ресурси, така че да отговарят на нуждите на населението.